# الهد
الهد (به عربی: الهد) یک منطقهٔ مسکونی در لبنان است که در شهرستان عکار واقع شده‌است. الهد ۲۴۸ متر بالاتر از سطح دریا واقع شده‌است.